# Іхова
Іхова (словен. Ihova) — поселення в общині Бенедикт, Подравський регіон‎, Словенія.